# Eupholus
Eupholus és un gènere de coleòpters de la família Curculionidae. El gènere inclou alguns dels corcs més colorits. El color pot servir per advertir a depredadors que són desagradables. La majoria de les espècies s'alimenten de fulles de nyam, alguns dels quals són tòxics per altres animals. El gènere habita a Nova Guinea i illes adjacents. Aquest gènere va ser descrit per l'entomòleg francès Jean-Baptiste Alphonse Dechauffour de Boisduval al 1835.

## Llista d'espècies descrites
- Eupholus albofasciatus Heller, 1910
- Eupholus alternans Kirsch, 1877
- Eupholus amaliae Gestro, 1875
- Eupholus amalulu Porion, 1993
- Eupholus astrolabensis Heller, 1937
- Eupholus azureus MacLeay, 1885
- Eupholus beccari Gestro, 1875
- Eupholus bennetti Gestro, 1876
- Eupholus bennigseni Heller, 1908
- Eupholus brossardi Limoges & Le Tirant, 2010
- Eupholus browni Bates, 1877
- Eupholus bruyni Gestro, 1885
- Eupholus chaminadei Porion, 2000
- Eupholus chevrolati Guérin-Meneville, 1830
- Eupholus cinnamomeus Pascoe, 1888
- Eupholus circulifer Riedel & Porion, 2009
- Eupholus clarki Porion, 1993
- Eupholus compositus Faust, 1892
- Eupholus cuvieri Guérin-Meneville, 1830
- Eupholus decempustulatus (Gestro, 1879)
- Eupholus detanii Limoges & Porion, 2004
- Eupholus dhuyi Porion, 1993
- Eupholus ducopeaui Porion, 2000
- Eupholus euphrosyne Porion, 1993
- Eupholus fleurenti Porion, 1993
- Eupholus geoffroyi Guérin-Meneville, 1830
- Eupholus helleri Porion, 1993
- Eupholus hephaistos Porion, 1993
- Eupholus hudsoni Porion, 2000
- Eupholus humeralis Heller, 1908
- Eupholus humeridens Heller, 1895
- Eupholus kotaseaoi Porion, 2000
- Eupholus kuntzmannorum Limoges & Porion, 2004
- Eupholus labbei Porion, 2000
- Eupholus lachaumei Porion, 1993
- Eupholus lacordairei Limoges & Porion, 2004
- Eupholus leblanci Limoges & Porion, 2004
- Eupholus linnei J. Thomson, 1857
- Eupholus loriae Gestro, 1902
- Eupholus lorrainei Limoges & Le Tirant, 2010
- Eupholus magnificus Kirsch, 1877
- Eupholus malotrus Porion, 2000
- Eupholus mamberamonis Heller, 1942
- Eupholus messageri Porion, 1993
- Eupholus mimicus Riedel, 2010
- Eupholus nagaii Porion, 1993
- Eupholus nickerli Heller, 1913
- Eupholus petitii Guérin-Méneville, 1841
- Eupholus prasinus Heller, 1910
- Eupholus quadrimaculatus Kirsch, 1877
- Eupholus quinitaenia Heller, 1915
- Eupholus rigouti Porion, 1993
- Eupholus saugrenus Porion, 1993
- Eupholus schneideri Riedel, 2002
- Eupholus schoenherri Guérin-Meneville, 1830
- Eupholus sedlaceki Riedel, 2010
- Eupholus sofia Porion, 2000
- Eupholus suhandai Porion, 2000
- Eupholus sulcicollis Heller, 1915
- Eupholus tupinierii Guérin-Méneville, 1838
- Eupholus vehti Heller, 1914
- Eupholus vlasimskii Balke & Riedel in Riedel, 2002
- Eupholus waigeuensis Limoges & Porion, 2004